# Star Trek: The Next Generation (säsong 1)
Den första säsongen av den amerikanska science fiction TV-serien Star Trek: The Next Generation hade premiär i USA den 28 september 1987 genom syndikering, och avslutades den 16 maj 1988. Säsongen bestod av ett långfilmsavsnitt, med titeln "Encounter at Farpoint", samt ytterligare 24 avsnitt med en speltid på 44 minuter per vardera. Serien följde de första äventyren för besättningen på USS Enterprise-D, mellan stardate 41153.7 och 41986.0. Denna säsong var den första icke-animerade Star Trek-serien som producerades sedan säsong tre av Star Trek som sändes mellan 1968 och 1969.
Säsongen släpptes först på DVD, region 1 den 26 mars 2002 och region 2 den 1 april 2002. Den släpptes över tio år senare på Blu-ray den 23 och 24 juli 2012.

## Produktionsteamet
Säsongen producerades av Paramount Studios, med produktionsteamet som leddes av Star Trek skaparen Gene Roddenberry. Han tog tillbaka flera anställda från den ursprungliga Star Trek-serien, däribland Robert H. Justman som supervising producer. Justman fick sällskap av Rick Berman, som tidigare hade jobbat för Paramount. Justman lämnade serien efter halva första säsongen, något som han senare förklarade att "I'd accomplished what I wanted to accomplish. Star Trek wasn't a fluke". D. C. Fontana anlitades för att arbeta med Roddenberry på piloten, "Encounter at Farpoint", hon hade tidigare också skrivit på den ursprungliga serien under en handfull pseudonymer.

## Skådespelarna
Denna säsong hade en rollbesättning på sju skådespelare som spelade huvudrollerna. Patrick Stewart spelade kapten Jean-Luc Picard, befälhavaren över USS Enterprise (NCC-1701-D). De övriga huvudrollerna representerade resten av besättningsmedlemmarna på bryggan. Dessa inkluderade Jonathan Frakes som kommendör William T. Riker, Brent Spiner som androiden Data, samt Gates McFadden som skeppsläkaren Beverly Crusher. Marina Sirtis medverkade som rådgivaren Deanna Troi och Denise Crosby som säkerhetschef Tasha Yar, även om i de tidiga stadierna av auditionen, hade de båda skådespelerskorna från början fått varandras roller, medan säkerhetschefen från början kallades för Macha Hernandez.
Wil Wheaton och Michael Dorn gjorde sina första framträdanden i de återkommande rollerna som Wesley Crusher och Worf. Andra gästspelande skådespelare som gjorde sina första framträdanden under den första säsongen var bland annat John de Lancie som Q och Eric Menyuk som Resenären. Majel Barrett, som tidigare hade medverkat som sjuksköterskan Christine Chapel i originalserien, gjorde sitt första framträdande som Lwaxana Troi under den första säsongen och gjorde rösten till Enterprise-datorn genom hela serien.
Flera framtida Star Trek-alumner syntes också i den första säsongen The Next Generation, men inte i roller de senare skulle synas i regelbundet. Dessa inkluderade bland annat Armin Shimerman som en bröllopslåda i "Haven" och som Letek i "The Last Outpost" (han senare skulle medverka som en annan Ferengi innan han fick huvudrollen som Quark i Star Trek: Deep Space Nine), Marc Alaimo som Romulanen Captain Tebok i "The Neutral Zone" (han fick sedan rollen som Gul Dukat, även denna i DS9), samt Colm Meaney som en fänrik i två avsnitt under denna säsong, för att senare bli känd som Chief Miles O'Brien i säsong 2, och kom att bli en av huvudrollerna i DS9.

## Mottagande

### Tittarsiffror

Star Trek: The Next Generations tittarsiffror för den första säsongen.

Star Trek: The Next Generation släpptes för syndikering, vilket innebar att den visades på flera TV-stationer samtidigt utan att gå igenom en kanal. Vid denna tid var detta relativt okänt, även om originalserien hade blivit framgångsrik efter att den hade släppts på syndikering efter dess första runda på NBC. Inför den första sändningen av piloten "Encounter at Farpoint", hade sålts i 171 marknader. "Encounter at Farpoint" fick en Nielson rating på 15,7 miljoner, och det beviljades ett åtagande för ytterligare 24 en timme episoder efter sändningen. Piloten var det högst rankade avsnittet av den första säsongen, medan det lägsta nominella avsnittet innehas av "The Last Outpost" (det fjärde avsnittet som sändes), som fått betyg på 8,9 miljoner. Tre avsnitt senare, sändes "Justice", som fick ett betyg på 12,7 miljoner, det högsta för säsongen utöver piloten. När det gällde perioden mellan den 6 september och 3 januari slogs serien i Nielsen Ratings enbart av Wheel of Fortune och Jeopardy! för serier som släppts ut direkt i syndikering, och det blev den högst rankade syndikerade serier i slutet av den första säsongen, vilket föranledde flera andra serier att släppas direkt i syndikering.

### Omdömen
Även om det var mycket väntat, när serien ursprungligen sändes, var svaret ljummet från fans och recensenter. John J. O'Connor recenserade det första avsnittet för New York Times och hoppades helt enkelt att seriens action och takt skulle öka i de följande avsnitten efter piloten. Medan vissa godkände av vissa delar av serien såsom designen av den nya Enterprise, delade ett tidigt avsnitt på åsikterna. "The Naked Now", det andra avsnittet av säsongen, var baserad på den ursprungliga seriens avsnitt "The Naked Time". Detta resulterade i att en del fans och före detta Star Trek-författare, blev bekymrade över att serien skulle fortsätta att "re-hasha" äldre historier. Marina Sirtis anmärkte samtidigt som hon marknadsförde Star Trek: Nemesis att de i början "they bloody hated us".
I samband med en recension av serien som en del av DVD-släppet år 2002, sa Marc Bernardin från Entertainment Weekly följande om den första säsongen, att den var "almost hard to believe... just how bad much of it was". Han trodde att den första säsongen var alltför lik slutet av den "cheesy" ursprungliga serien, men sade att den "succeeded where it needed to: It introduced viewers to the characters who would carry the torch through six more seasons", och gav det ett B+ i betyg. Tor.com recensent Keith DeCandido var mindre positiv, då han kände av att den "förtjänat" sitt rykte som den fattigaste av The Next Generations sju säsonger eftersom "the episodes were uneven, poorly plotted, ineptly scripted, and acted by actors who were still trying to figure their characters out". Han gav den ett betyg på 5 av 10 möjliga. Säsongen har fått ett betyg på 80% "fresh" av omdömeshemsidan Rotten Tomatoes.

### Utmärkelser

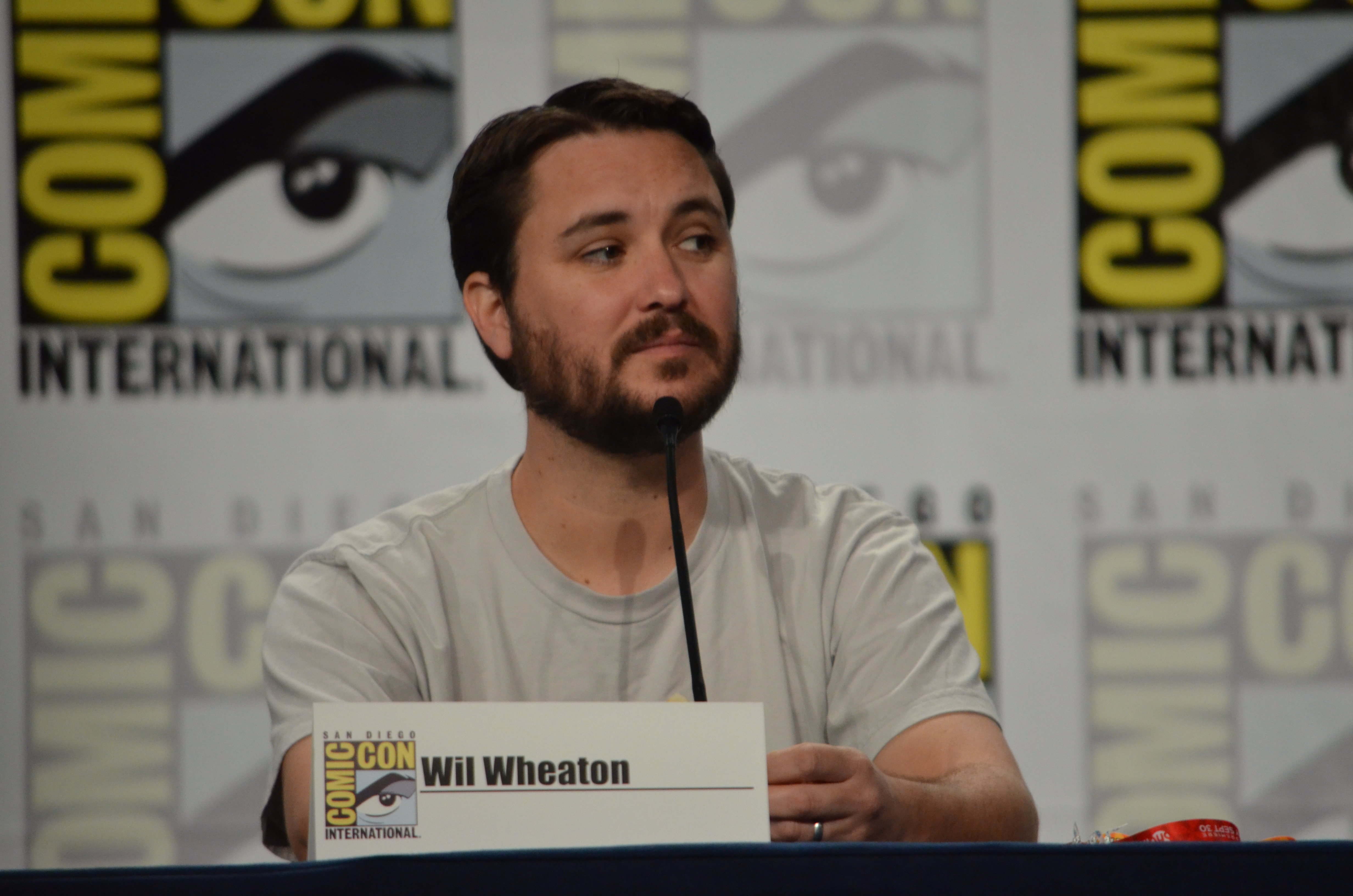
Wil Wheaton var den enda enskilde skådespelaren under säsong 1 som blev nominerad för ett pris.

Star Trek: The Next Generation fick sju nomineringar vid Primetime Emmy Awards 1988. Chris Haire, Doug Davey, Jerry Clemans och Alan Bernard nominerades i kategorin "Outstanding Sound Mixing for a Drama Series" för sitt arbete på avsnittet "Where No One Has Gone Before". Edward R. Brown nominerades i kategorin "Outstanding Cinematography for a Series" för "The Big Goodbye". Seriens sminkörer nominerades för två avsnitt i kategorin "Outstanding Achievement Makeup for a Series", för avsnitten "Coming of Age" och "Conspiracy", där de vann priset för det senare avsnittet. William Ware Theiss vann i kategorin "Outstanding Costume Design for a Series" för "The Big Goodbye", medan teamet som jobbade med "11001001" vann Emmyn för "Outstanding Sound Editing for a Series".
"The Big Goodbye" vann även en Peabody Award. Premiäravsnittet "Encounter at Farpoint" nominerades i kategorin "Best Dramatic Presentation" vid 1988 års Hugo Awards. Wil Wheaton nominerades i kategorin "Best Young Actor Starring in a Television Drama Series" vid den 9:e Youth in Film Awards för sin roll som Wesley Crusher.

## Rollista

### Huvudroller
- Patrick Stewart som Captain Jean-Luc Picard
- Jonathan Frakes som Commander William Riker
- LeVar Burton som Lt. (j.g.) Geordi La Forge
- Denise Crosby som Lt. Tasha Yar (23 avsnitt)
- Michael Dorn som Lt. (j.g.) Worf
- Gates McFadden som Doctor Beverly Crusher
- Marina Sirtis som Counselor Deanna Troi
- Brent Spiner som Lt. Commander Data
- Wil Wheaton som Wesley Crusher

### Återkommande roller
- John de Lancie som Q (2 avsnitt)
- Colm Meaney som Conn Ensign/Security Officer (2 avsnitt)
- Armin Shimerman som Letek/Betazoid Gift Box (2 avsnitt)
- Biff Yeager som Lt. Commander Argyle (2 avsnitt)
- Ward Costello som Rear Admiral Gregory Quinn (2 avsnitt)
- Robert Schenkkan som Lt. Commander Dexter Remmick (2 avsnitt)
- Majel Barrett som Lwaxana Troi (1 avsnitt)
- Carel Struycken som Mr. Homn (1 avsnitt)
- Eric Menyuk som Resenären (1 avsnitt)

## Avsnitt
I den följande tabellen listas avsnitten i den ordning som de sändes och behöver nödvändigtvis inte motsvara deras produktionskoder.
| Nr i serien | Nr i säsongen | Titel                          | Stardate | Regissör          | Manus                                                        | Originalvisning (USA) | Originalvisning (Sverige)          | Tittarsiffror (miljoner) |
| --- | ------------- | ------------------------------ | -------- | ----------------- | ------------------------------------------------------------ | --------------------- | ---------------------------------- | ------------------------ |
| 12 | 101102        | "Encounter at Farpoint"        | 41153.7  | Corey Allen       | D. C. Fontana & Gene Roddenberry                             | 28 september 1987     | 16 september 199423 september 1994 | 15.7                     |
| Det nya rymdskeppet Enterprise påbörjar sin jungfruresa genom att avslöja hemligheten bakom en avancerad rymdstation. Dess uppdrag hotas av den allsmäktige varelsen Q. John de Lancie, DeForest Kelley och Colm Meaney gästskådespelar |               |                                |          |                   |                                                              |                       |                                    |                          |
| 3 | 103           | "The Naked Now"                | 41209.2  | Paul Lynch        | John D. F. Black & J. Michael Bingham                        | 5 oktober 1987        | 30 september 1994                  | 11.5                     |
| Ett mystiskt smittämne orsakar att besättningen upplever symptom liknande alkoholberusning. Omarbetat avsnitt från The Original Series - avsnitt 4, The Naked Time.                                                                     |               |                                |          |                   |                                                              |                       |                                    |                          |
| 4 | 104           | "Code of Honor"                | 41235.25 | Russ Mayberry     | Katharyn Powers & Michael Baron                              | 12 oktober 1987       | 7 oktober 1994                     | 9.5                      |
| Natasha "Tasha" Yar kidnappas av ledaren för ett folk med en mycket strikt hederskodex. |               |                                |          |                   |                                                              |                       |                                    |                          |
| 5 | 105           | "The Last Outpost"             | 41386.4  | Richard Colla     | Herbert Wright & Richard Krzmeien                            | 19 oktober 1987       | 28 oktober 1994                    | 8.9                      |
| En okänd kraft tömmer Enterprise på all energi samtidigt som besättningen hotas av en ny utomjordisk ras. Armin Shimerman gästskådespelar                                                                                               |               |                                |          |                   |                                                              |                       |                                    |                          |
| 6 | 106           | "Where No One Has Gone Before" | 41263.1  | Rob Bowman        | Diane Duane & Michael Reaves                                 | 26 oktober 1987       | 21 oktober 1994                    | 10.5                     |
| En utomjordisk besökare tar Enterprise på en vild färd utanför galaxen. Eric Menyuk gästskådespelar |               |                                |          |                   |                                                              |                       |                                    |                          |
| 7 | 107           | "Lonely Among Us"              | 41249.3  | Cliff Bole        | D. C. Fontana & Michael Halperin                             | 2 november 1987       | 4 november 1994                    | 12.1                     |
| Ett vilset väsen tar Picards sinne i besittning. |               |                                |          |                   |                                                              |                       |                                    |                          |
| 8 | 108           | "Justice"                      | 41255.6  | James L. Conway   | Ralph Willis & Worley Thorne                                 | 9 november 1987       | 11 november 1994                   | 12.7                     |
| Wesley Crusher bryter ovetandes mot en grundläggande lag på en främmande planet och döms till döden. |               |                                |          |                   |                                                              |                       |                                    |                          |
| 9 | 109           | "The Battle"                   | 41723.9  | Rob Bowman        | Herbert J. Wright & Larry Forrester                          | 16 november 1987      | 18 november 1994                   | 10.5                     |
| Picard återförenas med sitt gamla skepp Stargazer, och luras i en fälla av en hämndlysten Ferengi. |               |                                |          |                   |                                                              |                       |                                    |                          |
| 10 | 110           | "Hide and Q"                   | 41590.5  | Cliff Bole        | C.J. Holland & Gene Roddenberry                              | 23 november 1987      | 25 november 1994                   | 11.0                     |
| Q återvänder för att fresta Riker att ansluta sig till Q-kontinuet, genom att ge denne gud-lika krafter. John de Lancie gästskådespelar                                                                                                 |               |                                |          |                   |                                                              |                       |                                    |                          |
| 11 | 111           | "Haven"                        | 41294.5  | Richard Compton   | Tracy Tormé & Lan O'Kun                                      | 30 november 1987      | 14 oktober 1994                    | 10.3                     |
| Deanna Troi får besök av sin mor, Lwaxana Troi, som meddelar att hon har arrangerat Deannas giftermål. Majel Barrett gästskådespelar |               |                                |          |                   |                                                              |                       |                                    |                          |
| 12 | 112           | "The Big Goodbye"              | 41997.7  | Joseph L. Scanlan | Tracy Tormé                                                  | 11 januari 1988       | 9 december 1994                    | 11.5                     |
| Ett tekniskt fel gör att Picard, Data, och Beverly fångas i ett holodäckprogram med gangstrar i 1940-talsmiljö. |               |                                |          |                   |                                                              |                       |                                    |                          |
| 13 | 113           | "Datalore"                     | 41242.4  | Rob Bowman        | Robert Lewin, Gene Roddenberry & Maurice Hurley              | 18 januari 1988       | 10 februari 1995                   | 10.3                     |
| Data hittar och aktiverar sin storebror, Lore. |               |                                |          |                   |                                                              |                       |                                    |                          |
| 14 | 114           | "Angel One"                    | 41636.9  | Michael Rhoades   | Patrick Barry                                                | 25 januari 1988       | 17 februari 1995                   | 11.4                     |
| Besättningen på Enterprise besöker en värld som domineras av kvinnor. |               |                                |          |                   |                                                              |                       |                                    |                          |
| 15 | 115           | "11001001"                     | 41365.9  | Paul Lynch        | Maurice Hurley & Robert Lewin                                | 1 februari 1988       | 24 februari 1995                   | 10.7                     |
| Små underliga varelser kapar Enterprise från rymddockan. |               |                                |          |                   |                                                              |                       |                                    |                          |
| 16 | 116           | "Too Short a Season"           | 41309.5  | Rob Bowman        | Michael Michaelian & D. C. Fontana                           | 8 februari 1988       | 2 december 1994                    | 10.9                     |
| En legendarisk förhandlare transporteras till Enterprise och snart genomgår han en mirakulös föryngringsprocess. |               |                                |          |                   |                                                              |                       |                                    |                          |
| 17 | 117           | "When the Bough Breaks"        | 41509.1  | Kim Manners       | Hannah Louise Shearer                                        | 15 februari 1988      | 10 mars 1995                       | 10.2                     |
| En döende ras kidnappar barn från Enterprise. |               |                                |          |                   |                                                              |                       |                                    |                          |
| 18 | 118           | "Home Soil"                    | 41463.9  | Corey Allen       | Karl Geurs, Ralph Sanchez & Robert Sabaroff                  | 22 februari 1988      | 3 mars 1995                        | 9.0                      |
| Besättningen på Enterprise upptäcker en kristallin livsform med mordisk intelligens. |               |                                |          |                   |                                                              |                       |                                    |                          |
| 19 | 119           | "Coming of Age"                | 41461.2  | Mike Vejar        | Sandy Fries                                                  | 14 mars 1988          | 17 mars 1995                       | 10.1                     |
| Wesley försöker klara inträdesprovet till Starfleet Academy. |               |                                |          |                   |                                                              |                       |                                    |                          |
| 20 | 120           | "Heart of Glory"               | 41503.7  | Rob Bowman        | Maurice Hurley, Herbert Wright & D. C. Fontana               | 21 mars 1988          | 22 mars 1995                       | 10.7                     |
| Klingoner på flykt försöker förstöra Enterprise. |               |                                |          |                   |                                                              |                       |                                    |                          |
| 21 | 121           | "The Arsenal of Freedom"       | 41798.2  | Les Landau        | Richard Manning, Hans Beimler, Maurice Hurley & Robert Lewin | 11 april 1988         | 31 mars 1995                       | 10.4                     |
| En demonstration av en avancerad planets försvarssystem blir till en dödlig fälla. |               |                                |          |                   |                                                              |                       |                                    |                          |
| 22 | 122           | "Symbiosis"                    | Okänt    | Win Phelps        | Robert Lewin, Richard Manning & Hans Beimler                 | 18 april 1988         | 7 april 1995                       | 10.8                     |
| Picard försöker nå en uppgörelse, i en konflikt om en underlig medicin, mellan två kulturer. |               |                                |          |                   |                                                              |                       |                                    |                          |
| 23 | 123           | "Skin of Evil"                 | 41601.3  | Joseph L. Scanlan | Joseph Stefano & Hannah Louise Shearer                       | 25 april 1988         | 10 april 1995                      | 9.7                      |
| En underlig varelse dödar en besättningsmedlem på Enterprise. |               |                                |          |                   |                                                              |                       |                                    |                          |
| 24 | 124           | "We'll Always Have Paris"      | 41697.9  | Robert Becker     | Deborah Dean Davis & Hannah Louise Shearer                   | 2 maj 1988            | 17 april 1995                      | 9.7                      |
| Picard möter en gammal flamma, vars man genomfört ett dimensionsexperiment som gått fel. |               |                                |          |                   |                                                              |                       |                                    |                          |
| 25 | 125           | "Conspiracy"                   | 41775.5  | Cliff Bole        | Tracy Tormé & Robert Sabaroff                                | 9 maj 1988            | 24 april 1995                      | 9.4                      |
| Ett underligt beteende hos en högt rankad officer leder till att Picard kan avslöja en utomjordisk konspiration inom Stjärnflottan. |               |                                |          |                   |                                                              |                       |                                    |                          |
| 26 | 126           | "The Neutral Zone"             | 41986.0  | James L. Conway   | Maurice Hurley, Deborah McIntyre & Mona Clee                 | 16 maj 1988           | 1 maj 1995                         | 10.2                     |
| När Enterprise undersöker förstörelsen av en avlägsen utpost möts de av tillbakadragna Romulaner. |               |                                |          |                   |                                                              |                       |                                    |                          |